# Digitale Gästemappe
Eine digitale Gästemappe, oder ein digitaler Concierge, ist eine Softwarelösung, die einem Hotelgast neben Hotelinformationen auch Service-Leistungen digital zur Verfügung stellt. Die digitale Gästemappe ersetzt die klassische Informationsmappe im Hotelzimmer, in einer Ferienwohnung oder auf einem Campingplatz. Aufgrund der digitalen Transformation des Hotelgewerbes, werden digitale Gästemappen immer häufiger in Unterkünften eingesetzt.

## Hardware
Es gibt verschiedene Formen von digitalen Gästemappen. Sie basieren zum Beispiel auf Smartphones oder Tabletcomputern oder sind – unabhängig vom verwendeten Gerät – über den Browser abrufbar. Einerseits gibt es Systeme, die nach dem sogenannten Bring-your-own-device-Prinzip auf den eigenen Geräten der Gäste funktionieren. Andere setzen explizit hoteleigene Hardware, etwa in Form von Tablets in den Zimmern voraus. Auch eine Ausspielung der Informationen auf den Hotel-TVs, auf bereitgestellten Touchscreens im Hotel oder als Alexa Skill ist möglich.
Für die Hotelklassifikation können die Kriterien Gästeinformation, Radio, TV-Programm, Zeitungen, Magazine und Internetzugriff mit dem Tablet anerkannt werden.
Für Zusatzverkäufe können den Gästen über den Tag Push-Nachrichten z. B. auf ihr Tablet gesendet werden. So sind diese über freie Restaurantplätze oder Wellnessangebote informiert.

## Funktionsumfang
Der Funktionsumfang von digitalen Gästemappen unterscheidet sich je nach Entwickler und Gestaltungswünschen der jeweiligen Unterkunft. Typische Inhalte und Funktionen sind: Hotelformationen, Buchungstool für Hotel-Angebote, Zeitungen und Magazine, Speisekarten, Wochenprogramme und sonstige Dokumente, Radio, Internetzugriff, Nachrichtenfunktionen wie Chat oder Push-Nachrichten, Anbindung an PMS, Umgebungsinformationen und Ausflugstipps, Informationen zu Veranstaltungen in der Unterkunft und in der Umgebung, Wettervorhersage oder Fragebogen für die Bewertung des Aufenthalts.